# Jocs Olímpics d'Hivern de 1948

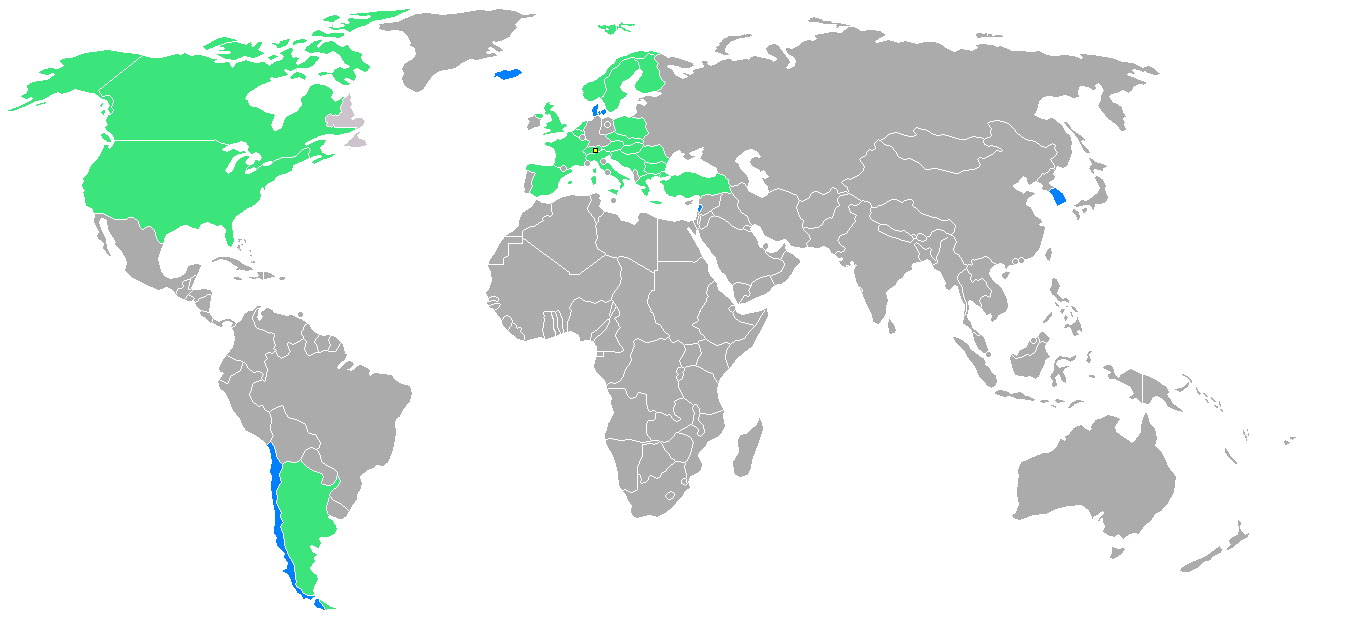
En color verd els països participants, i en color blau els debutants en la competició.

Els Jocs Olímpics d'Hivern de 1948, oficialment anomenats V Jocs Olímpics d'Hivern, es van celebrar a la ciutat de Sankt Moritz (Suïssa) entre els dies 30 de gener i 8 de febrer de 1948. Hi participaren un total de 669 esportistes (592 homes i 77 dones) de 28 comitès nacionals que competiren en 7 esports i 22 especialitats.
Aquests foren els primers Jocs Olímpics d'Hivern disputats des de 1936 a Garmisch-Partenkirchen i després de la Segona Guerra Mundial. Per segona vegada la ciutat de Sankt Moritz organitzà els Jocs Olímpics després de l'edició disputada el 1928, convertint-se en la primera ciutat a realitzar dos edicions dels Jocs Olímpics d'Hivern.

## Ciutat candidata
En la 39a Sessió del Comitè Olímpic Internacional (COI) realitzada a Lausana (Suïssa) el setembre de 1946 s'escollí a la ciutat de Sankt Moritz com a seu dels Jocs Olímpics d'hivern de 1948, sent l'única ciutat que es presentà a l'elecció.

## Comitès participants
En aquests Jocs Olímpics participaren un total de 669 competidors, entre ells 592 homes i 77 dones, de 28 comitès nacionals diferents.
Participaren per primera vegada en uns Jocs Olímpics d'hivern els comitès de Corea del Sud, Dinamarca, Islàndia, Líban i Xile, i retornà a la competició Argentina. Deixaren de participar Austràlia i Luxemburg; Alemanya i Japó foren excloses dels Jocs per motius polítics; i Estònia i Letònia foren annexionades per la Unió Soviètica.
| - Argentina (10) - Àustria (53) - Bèlgica (11) - Bulgària (4) - Canadà (27) - Corea del Sud (3) - Dinamarca (2) - Espanya (6) - Estats Units (70) - Finlàndia (24) |  | - França (36) - Grècia (1) - Hongria (22) - Islàndia (4) - Itàlia (55) - Iugoslàvia (17) - Líban (2) - Liechtenstein (10) - Noruega (40) |  | - Països Baixos (4) - Polònia (29) - Regne Unit (56) - Romania (7) - Suècia (43) - Suïssa (68) - Turquia (4) - Txecoslovàquia (48) - Xile (4) |

## Esports disputats
Un total de 7 esports foren disputats en aquests Jocs Olímpics, realitzant-se un total de 22 proves. En aquesta edició es reintroduí la prova de skeleton i es realitzaren com a esport de demostració proves en patrulla militar i pentatló d'hivern.

### Calendari
La Cerimònia d'obertura es realitzà el 30 de gener a les 10 del matí, realitzant-se immediatament proves d'hoquei sobre gel i dues curses de bobsleigh. La cerimònia de clausura es realitzà a les 4 de la tarda del dia 8 de febrer, sent concedides en aquell moment totes les medalles.
| ● | Cerimònia d'obertura |  | Proves | ● | Finals | ● | Cerimònia de clausura |

| Gener de 1948 Febrer de 1948 | 30 DV | 31 DS | 1 DG | 2 DL | 3 DM | 4 DX | 5 DJ | 6 DV | 7 DS | 8 DG | Num. finals |
| ---------------------------- | ----- | ----- | ---- | ---- | ---- | ---- | ---- | ---- | ---- | ---- | ----------- |
| Cerimònies                   |       |       |      |      |      |      |      |      |      |      |             |
| Bobsleigh                    |       | ●     |      |      |      |      |      |      | ●    |      | 2           |
| Hoquei sobre gel             |       |       |      |      |      |      |      |      |      | ●    | 1           |
| Patinatge artístic           |       |       |      |      |      |      | ●    | ●    | ●    |      | 3           |
| Patinatge de velocitat       |       | ●     | ●    | ●    | ●    |      |      |      |      |      | 4           |
| Esquí alpí                   |       |       |      | ●    |      |      | ●    |      |      |      | 6           |
| Esquí de fons                |       | ●     |      |      | ●    |      |      | ●    |      |      | 2           |
| Skeleton                     |       |       |      |      | ●    |      |      |      |      |      | 1           |
| Combinada nòrdica            |       |       |      | ●    |      |      |      |      |      |      | 1           |
| Salt amb esquís              |       |       |      |      |      |      |      |      |      | ●    | 1           |
| Total finals                 |       | 3     | 1    | 6    | 3    |      | 3    | 2    | 2    | 2    | 22          |
| Acumulatiu                   |       | 3     | 4    | 10   | 13   | 13   | 16   | 18   | 20   | 22   |             |

## Fets destacats
- Aquests Jocs Olímpics haurien d'haver tingut el número d'ordre "VII", si bé l'anul·lació dels Jocs Olímpics d'Hivern de 1940 i de 1944 comportà el manteniment de l'ordre "V".
- Després de la Segona Guerra Mundial els comitès nacionals d'Alemanya i el Japó foren exclosos de la competició.
- Els Estats Units d'Amèrica provocaren la polèmica en la competició d'hoquei sobre gel al presentar dos equips a la competició. La resta de participants acusaren al COI de beneficiar els nord-americans, per la qual cosa decidí cancel·lar la competició. Posteriorment es va reiniciar, si bé, sense la competició dels nord-americans.

## Medaller
Deu comitès amb més medalles en els Jocs Olímpics de 1948. País amfitrió ressaltat.
| Jocs Olímpics d'hivern de 1948 | Jocs Olímpics d'hivern de 1948 | Jocs Olímpics d'hivern de 1948 | Jocs Olímpics d'hivern de 1948 | Jocs Olímpics d'hivern de 1948 | Anells Olímpics |
| Posició                        | País                           | Or                             | Plata                          | Bronze                         | Total           |
| 1                              | Noruega                        | 4                              | 3                              | 3                              | 10              |
| 1                              | Suècia                         | 4                              | 3                              | 3                              | 10              |
| 3                              | Suïssa                         | 3                              | 4                              | 3                              | 10              |
| 4                              | Estats Units                   | 3                              | 4                              | 2                              | 9               |
| 5                              | França                         | 2                              | 1                              | 2                              | 5               |
| 6                              | Canadà                         | 2                              | 0                              | 1                              | 3               |
| 7                              | Àustria                        | 1                              | 3                              | 4                              | 8               |
| 8                              | Finlàndia                      | 1                              | 3                              | 2                              | 6               |
| 9                              | Bèlgica                        | 1                              | 1                              | 0                              | 2               |
| 10                             | Itàlia                         | 1                              | 0                              | 0                              | 1               |

### Medallistes més guardonats
Categoria masculina
| Nom              | CON    | Disciplina             | Or | Plata | Bronze | Total |
| Henri Oreiller   | França | Esquí alpí             | 2  | 0     | 1      | 3     |
| Martin Lundström | Suècia | Esquí de fons          | 2  | 0     | 0      | 2     |
| Åke Seyffarth    | Suècia | Patinatge de velocitat | 1  | 1     | 0      | 2     |
| Nils Östensson   | Suècia | Esquí de fons          | 1  | 1     | 0      | 2     |
| Gunnar Eriksson  | Suècia | Esquí de fons          | 1  | 0     | 1      | 2     |

Categoria femenina
| Nom                 | CON     | Disciplina | Or | Plata | Bronze | Total |
| Trude Jochum-Beiser | Àustria | Esquí alpí | 1  | 1     | 0      | 2     |
| Erika Mahringer     | Àustria | Esquí alpí | 0  | 0     | 2      | 2     |